# Andreas Tilliander
Andreas Tilliander, född 12 december 1977, är en musikproducent verksam i Stockholm men bördig från Hässleholm i Skåne. 
Tilliander producerar musik i genrer som electronica, drone och tech-house, techno och använder sig av en mängd alias. Bland hans alias finns Mokira, Rechord och Lowfour. Tilliander är en av programledarna för radioprogrammen Ström i P2 och Elektroniskt i P2. 
År 2006 spelade han på Hultsfredsfestivalen tillsammans med några andra elektronicastjärnor från Hässleholm som Johan T Karlsson, Stefan Thor, Andreas Hörlén och Sophie Rimheden. De kallade sig Hässleholm och fick även chansen att 2007 under SVT:s ledning göra en spelning i sin hemstad på Perrong 23 där Musikbyrån gjorde ett reportage.  
Andreas Tilliander driver studion, mastering-företaget och skivbolaget Repeatle. 
Han tilldelades en Grammis för albumet World Industries 2005 och har blivit nominerad ytterligare tre gånger tidigare. Han har även vunnit tre Manifest-pris, senast 2014.
Tillianders största kommersiella framgång i Sverige är skivan World Industries från 2004.
2009 kom albumet Show som bland annat innehåller låten Arlanda, vilken är ett samarbete med Jocke Berg från Kent och som spelades flitigt på bland annat P3. 
Under 2010 ägnade sig Tilliander främst åt det nya projektet Kondens, som han har tillsammans med barndomsvännen Stefan Thor.
Andreas är också livemusiker åt Johan T Karlsson (Familjen) sedan 2006.
Sedan 2010 experimenterar Tilliander med inspelningar enbart gjorda på Rolands klassiska serie instrument SH-101, MC-202, TR-606, TR-808, TR-909 men framförallt TB-303. TM404 heter det projektet och debutspelningen under det aliaset skedde på Berghain i januari 2013. I samband med debutspelningen gav också Kontra-Musik ut CD/LP-skivan TM404. 
2021 släpptes TM404:s senaste LP "Syra", också den på Kontra-Musik.
Tilliander skrev musik och gjorde ljuddesign 2024 till dansföreställningen Cosmetic Demons av koreografen Sindri Runudde. Tidigare har Andreas Tilliander även komponerat musik åt andra dansföreställningar av Christina Caprioli och Clarie Parsons och Dansens Hus i Stockholm.
2025 kom LP-skivan In Cmin som är ett samarbete mellan Tilliander och jazztrumpetaren Goran Kajfeš. 

## Diskografi
- Expect Resistance / Respect Existance 7" (Dub on Arrival) 2019
- Cleanse And Manipulate 12" (Føld) 2019
- Störet 12" (Echocord) 2017
- Compuriddim LP (Ideal Recordings) 2017
- You have 2 Osc and you detune them..than what? 12" (Börft Records) 2015
- Mini LP 12" (Börft Records) 2013
- Showtime 12" (Adrian) 2010
- Show CD (Adrian) 2009
- Stay Down 12" (Repeatle) 2007
- She Dont Cry 12" (Repeatle) 2007
- Bonnarock 12" (Repeatle) 2007
- World Industries CD (Poplot) 2005
- World Industries DVD Edition (Poplot) 2005
- World Industries CD/LP (Pluxemburg) 2004
- World Industries CD/LP (Resopal) 2004
- Love Me Like I Do 7" (Pluxemburg) 2005
- Back To The USA 12" (Pluxemburg) 2004
- Dutty & Digital 12" (Ideal Recordings) 2004
- Elit CD/LP (Mille Plateaux) 2002
- Ljud CD/LP (Mille Plateaux) 2001
- TM404 - Syra LP (Kontra-Musik) 2021
- TM404 - Endor Trico 12" (Kontra-Musik) 2019

- TM404 - Acidub LP (Kontra Musik) 2016
- TM404 - Skudge White 08 12" (Skudge Records) 2014
- TM404 - Svreca Remixes 12" (Kontra Musik) 2014
- TM404 - Svans 12" (Kontra Musik) 2013
- TM404 - TM404 LP/CD (Kontra Musik) 2013
- TM404 - Morphosis Korg Response 12" (Kontra Musik) 2012

- Kondens - Tird 12" (Börft Records) 2015
- Kondens - Second Coming 12" (Kontra Musik) 2011
- Kondens - First Cut 12" (Kontra Musik) 2010

- Mokira - Skaka Hund Skaka 12" (S.E.L.F.) 2015
- Mokira - Time Axis Manipulation CD (Kontra-Musik) 2011
- Mokira - Manipulation Musik 10" (Kontra-Musik) 2011
- Mokira - Axis Audio 10" (Kontra-Musik) 2011
- Mokira - Time Track 10" (Kontra-Musik) 2011
- Mokira - Biasline 7" (Ideal Recordings) 2010
- Mokira - Persona CD/LP (Type) 2009
- Mokira - The Bum That Will Bring Us Together 7" (Type) 2007
- Mokira - Hateless CD (Ideal Recordings) 2006
- Mokira - Ease CD (Filippa K) 2006
- Mokira - FFT POP CD (Cubicfabric) 2004
- Mokira - Album CD/LP (Type Records) 2003
- Mokira - Sueismine CDEP (Ideal Recordings) 2003
- Mokira - Plee CD/LP (Mille Plateaux) 2002
- Mokira - Cliphop CD (Raster Noton) 2000
- Mokira - Kuket 7" (Klanggalerie) 2000

- Lowfour - Stenmark 12" (Kupei) 2005
- Lowfour - Muscle And Hate 12" (DSP Records) 2004
- Lowfour - Ian 12" (Echocord) 2002
- Lowfour - Repeatle 12" (Force Inc) 2001

- Rechord - Skokoll CD/LP (Audio.NL) 2002
- Rechord - Eloper 12" (Audio.NL) 2002

- Komp - Skane Remixed CD (New Speak) 2003
- Komp - Vena LP (Komplott) 2000
- Svaag - SADE 12" (Semantica Spain) 2014